# 自由の息子達

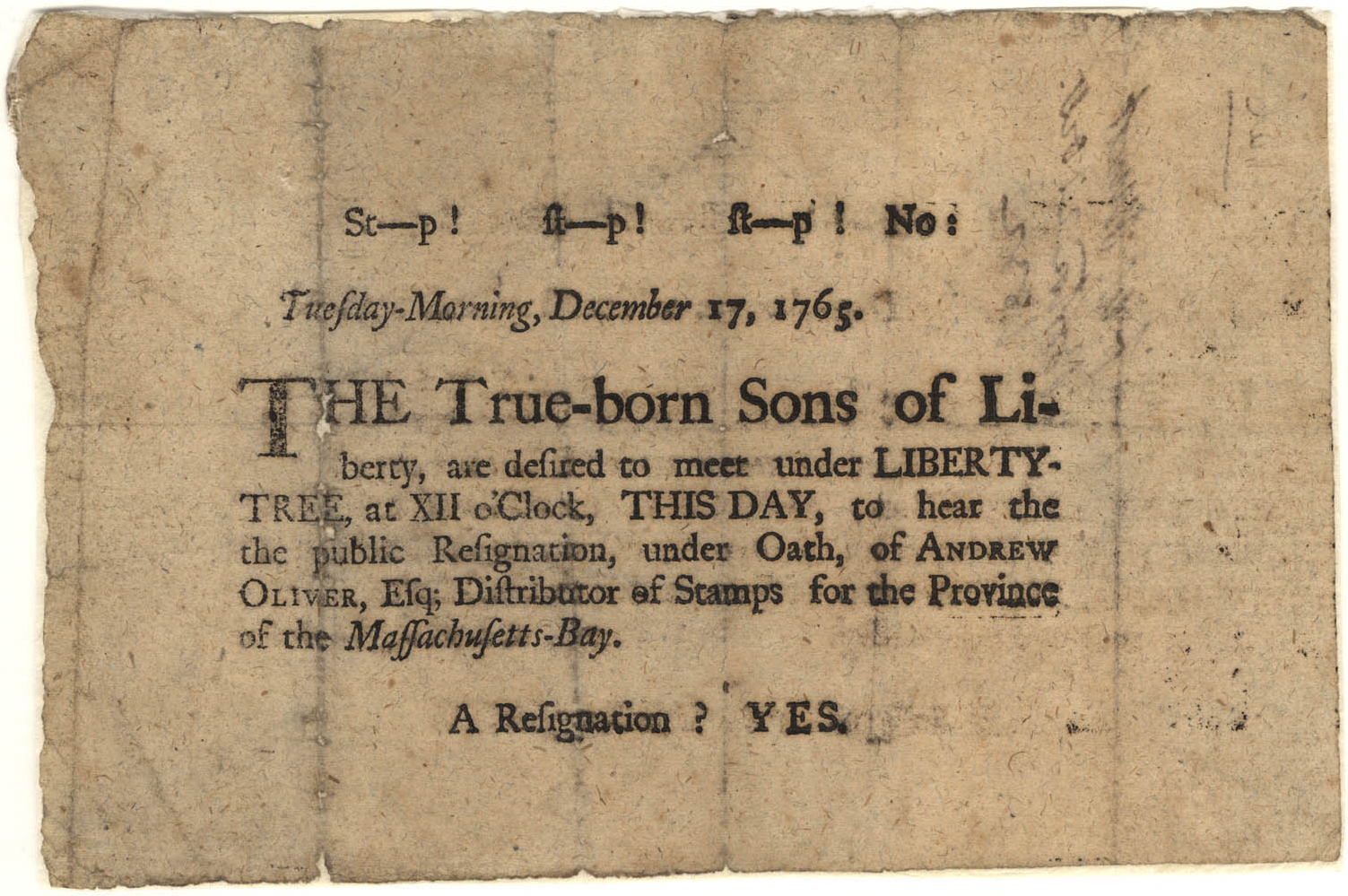
「自由の息子達」の名の下、「自由の樹」での集会への参加を呼びかける公告。印紙法を担当する行政官の辞任を求めようとしている。1765年12月、マサチューセッツにて。

自由の息子達（じゆうのむすこたち、英語: Sons of Liberty）とは、アメリカ独立戦争以前における北米13植民地の愛国急進派の通称であり、やがてこの名を冠した市民組織が各地で結成され、独立革命に一定の役割を果たした。特にサミュエル・アダムズが中心となったボストンの組織は、1773年にボストン茶会事件を引き起こした。そして、その懲罰的な意味合いの強い耐え難き諸法に対してもさらに抵抗を続けた。

?自由の息子達の旗（1765年）
?自由の息子達の旗（1765年、別の仕様）

## 起源
1765年2月、本国の議会で開かれた印紙法に関する討議のなかで「自由の息子達」という言葉が使われたのが起源とされる。印紙法を推進するチャールズ・タウンゼンドが、「この子供達は、我らの世話によって入植し、我らの寛容さによって増長し……そして我らの武力によって守られている」と演説したのに対し、植民地寄りの議員アイザック・バリは、「諸君の世話によって入植した？ とんでもない！ 諸君の圧政がかれらをアメリカに入植せしめたのである」と切り返し、その演説の中で、「このような振る舞いに幾度も及ぶ人々への反発心から、かれら自由の息子達は自らの血を流してきた」と指摘、新法（印紙法）への抵抗を予言した。同年秋には印紙法反対派を指して自由の息子達と呼ぶようになった。
イギリス当局や忠誠派の立場からすれば反逆者であり、「暴力の息子達」「邪悪な息子達」などと呼んだ。
一部の小説では、自由の息子達は上命下服の地下組織であるように描かれることがあり、これが自由の息子達についての一般的なイメージであるが、実際には高度に組織化された集団ではなく、急進的な植民地人を包括的に指した呼び名として考えたほうがよい。北米植民地の愛国派はこの語によってアイデンティティーを共有したし、指導者たちはこの語を用いて「自由の樹」や他の場所へ匿名の招集をかけ、しばしば過激行動を引き起こした。これが過激派組織としての自由の息子達の実際である。

## 歴史
自由の息子達を自称する集団はほぼ全ての植民地に現れる。独立が開始された後に月を追うごとに拡大していった。1765年8月にはボストンの組織が結成された。サミュエル・アダムズが創立者であったが、ロイヤル・ナインという前身の組織があり、ボストンの自由の息子達が当初からアダムズら急進派の実力組織として設立されたものだとは断言できない。11月6日にはニューヨークで他の植民地との通信を目的とする委員会が設置され、12月にはニューヨークとコネチカット間で同盟が結成された。翌年1月にはボストンとマンハッタンの組織間の通信連絡制度が設置された。3月までにはニューヨーク、ニューハンプシャー、ニューポート、ロードアイランドを含む植民地間の連絡網が設けられた。このときまでに自由の息子達はニュージャージー、メリーランド、ノーフォーク、ヴァージニアにも設立され、またノースカロライナの地方集団はサウスカロライナとジョージアから関心を呼んでいた。
サヴァンナ地帯からカナダ南東部のハリファックスまで広がる北米植民地は1765年の印紙法に抵抗し、法的決議・示威運動・脅迫や暴行事件にまで発展した。この大衆運動によって印紙法を廃止に追い込んだことは、植民地の急進派を勇み立たせ、続く他の類似の新税に抵抗が続くこととなった。
1766年、ニューヨーク州の自由の息子達はニューヨーク市に「自由の旗竿」を立て、印紙法の撤廃を祝福した。自由の旗竿をめぐっては在米のイギリス軍と長く小競り合いが続いた。愛国派によって旗竿が立てられてはイギリス軍に破壊され、紛争は1766年から断続的に1775年春に愛国派がニューヨーク政府の実権を奪うまで続いた。最後の自由の旗竿がイギリス軍に切り倒されたのは1776年10月28日のことである。
1768年にはタウンゼンド諸法に対し、自由の息子達はボイコットによるイギリス製品の締め出しを主導した。
1772年のガスペー号焼き討ち事件（en:Gaspee Affair）を引き起こしたのも自由の息子達である。
1773年12月、自由の息子達はニューヨーク市で宣言書を配布し、「ニューヨークの自由の息子達の会 (The Association of the Sons of Liberty of New York) 」の設立を宣言した。彼らは茶法へ反対し、同法の実施を幇助する者は皆「アメリカの自由に対する敵」であるとした上で、「この決意に背く者とは我らは取引も雇用もしないし、いかなる縁も結ばない」と述べた。自由の息子達はボストン茶会事件で、ただちに直接行動によって茶法への反対を示した。原住民に扮装したメンバーが東インド会社の輸送船を襲撃し、大量の茶をボストン湾に投棄した事件である。